# Megacyllene panamensis
Megacyllene panamensis är en skalbaggsart som först beskrevs av Bates 1885. Megacyllene panamensis ingår i släktet Megacyllene och familjen långhorningar.
Artens utbredningsområde är Panama. Inga underarter finns listade i Catalogue of Life.